# گورستان چما
قبرستان چما مربوط به عصر آهن است و در شهرستان مهران، بخش ملکشاهی، دهستان گچی، ۱/۵ کیلومتری غرب روستای مهر واقع شده و این اثر در تاریخ ۲۲ آبان ۱۳۸۶ با شمارهٔ ثبت ۱۹۹۴۰ به‌عنوان یکی از آثار ملی ایران به ثبت رسیده است.